# 今井城 (武蔵国)
今井城（いまいじょう）は、東京都青梅市にあった日本の城。青梅市指定史跡。

## 概要
山根通り沿いに存在する。石垣と竹が綺麗に残っており、歴史を感じられる。石垣の周りは宅地化されてしまったため、住宅地である。城の構造には片倉城や小机城との類似が見られる。

## 歴史
児玉党の今井氏が城主であったと言われている。応永23年（1416年）の上杉禅秀の乱に際して今井氏は反乱側についたものと見られ、乱の後は附近に三田氏が台頭する中、今井氏は所領を没収されながらも細々と続いた。後の発掘調査によれば、文明14年（1482年）以降のいずれかの時点で城の墳墓が埋められ、その上に新しい城が築かれた痕跡があり、第三の勢力の進出を示唆している。この第三の勢力とは北条氏であり、新城築城は大永4年（1524年）の北条氏綱による江戸城攻略以降のことと考えられる。その後北条氏が上杉氏と対峙する中、今井城は北条氏が攻略線上に等間隔で配置した支城の一つとして機能していたが、天文20年（1551年）の平井城落城でその機能も無用となった。今井氏は天正年間までは続いていたとされるが、その後は城の存在は忘れられ、江戸時代に編まれた『新編武蔵風土記稿』にも「堀ノ内」の地名があること以外は何の言及もない。
1953年（昭和28年）11月3日付けで市指定史跡となった。

## アクセス
- 青梅線 河辺駅より西東京バス
- 西武池袋線 入間市駅より西武バス
- 入間市方面からは入間市内循環バスを利用し、原今井で下車しアクセスすることもできる

## 関連文献
- 小室栄一「中世豪族館城の研究 : 関東地方に於ける館址の実測とその復原試論 (昭和三十三年十一月十二日 会員 大類伸 紹介)」『日本學士院紀要』 17巻1 号 p.75-129, 1960-04, 日本学士院, NAID 40002849117, doi:10.2183/tja1948.17.75
- 学習院大学輔仁会史学部 編『今井城址 東京都青梅市に於ける中世城郭の調査』学習院大学輔仁会史学部 1967
- 奥田直栄「今井城址――青梅市における中世城郭の調査――」『多摩郷土研究』第38号、多摩郷土研究の会、1970年、1-18ページ。
- 池田誠「城郭を探る 勝沼城と今井城」『多摩のあゆみ』第10号、多摩中央信用金庫、1978年2月、41-45ページ。
- 田中祥彦「今井城」『多摩丘陵の古城址』有峰書店新社、1985、281-287ページ
- 西股総生『「城取り」の軍事学 築城者の視点から考える戦国の城』 学研マーケティング 2013
- 「今井村」『新編武蔵風土記稿』 巻ノ118多磨郡ノ30、内務省地理局、1884年6月。NDLJP:763994/24。